# Cerberodon
Cerberodon (лат.) — род настоящих кузнечиков, насекомых из отряда прямокрылых. Обитают в Южной Америке в Бразилии и прилегающих регионах.

## Виды
В роде Cerberodon 2 вида кузнечиков:
- Cerberodon viridis Perty, 1832 — Бразилия и прилегающие регионы;
- Cerberodon portokalipes Fialho, Chamorro-Rengifo & Lopes-Andrade, 2014 — юго-восток Бразилии, бразильский атлантический лес.

Cerberodon viridis, самец (вверху) и самка
Cerberodon portokalipes, самец (вверху) и самка